# Leonardo Servadio
Leonardo Servadio, né en 1925 à Pérouse en Italie et mort le 25 janvier 2012 dans la même ville, est un passionné de ski et de tennis, fondateur de la marque de prêt-à-porter de survêtement : Ellesse. Il est un styliste réputé dans l'histoire du vêtement de sport pour sa vision de la mode.

## Biographie

### Naissance
Leonardo Servadio naît en 1925 dans la ville de Pérouse (Perugia en Italien) dans la région d'Ombrie en Italie centrale. Il est issu d'une famille exerçant dans le milieu de la couture, ses parents étaient les propriétaires d'un magasin de textile apprécié situé dans sa ville natale.

### Jeunesse et intérêts
Dans la continuité de son milieu familial, il porte un intérêt particulier pour la mode. Il est également un sportif occasionnel, appréciant plus particulièrement le ski. Cependant, il nourrit une frustration grandissante lorsqu'il réalise qu'il ne trouve aucune ligne de vêtements de sport qui lui corresponde réellement. C'est alors qu'il se lance dans la l'invention de ses propres modèles dans les années 1950, en plein âge d'expansion du ski alpin.

### Carrière de styliste et entrepreneuriat
Le jeune Italien portait l'ambition de mêler l'esthétique de la mode de son temps avec le milieu du sport. Il réussit à finaliser l'invention de plusieurs modèles de pantalons de ski, chacun de ces modèles portant le nom d'un sommet du massif des Dolomites en Italie. Cependant Leonardo avait besoin de concrétiser les fruits de son inventivité; il gagne alors progressivement la reconnaissance et le soutien des personnes de sa région. Il a par la suite la possibilité de donner naissance à ses premières créations. C'est alors que sa première gamme de pantalons de ski voit le jour à la fin des années 1950. Les modèles sont particulièrement appréciés pour leur coupe originale et leur qualité.
Leonardo Servadio franchit un nouveau cap et fonde sa propre marque de sportswear : Ellesse. Il nomme cette dernière à partir de ses initiales « L.S » d'où leur prononciation « Elle-Esse ». Il établit les prémices de son projet dans sa ville natale à Pérouse le 19 juin 1959. C'est l'endroit où il établit sa première usine. La raison qui l'a poussé à créer sa propre marque relève de son état d'esprit : créer une ligne de vêtements qui soit l'authentique mariage de sa passion pour le sport et de sa conception de la mode. 
Dans les années 1960, le projet d'Ellesse se concrétise et évolue avec son temps. C'est à la fin de cette décennie que le logo de la marque est dessiné et officiellement adopté ; il est l'empreinte de son créateur Leonardo Servadio. Son design en « moitié de balle » est le résultat de la fusion d'une balle de tennis entourée des deux spatules avant d'une paire de skis.

### Succès
Au milieu des années 1960, Ellesse devient le second fabricant de pantalons de ski en Italie. Leonardo Servadio incarne la figure d'un genre de styliste nouveau, à la fois novateur et géant de l'industrie textile tout en étant le représentant d'une marque de survêtement. Le succès de sa marque grandit au fil des années ainsi que son influence sur le milieu de la mode. Ses créations s'étendent à d'autres disciplines sportives. Surtout dans le monde du tennis où le logo et le nom d'Ellesse sont floqués sur les vêtements d'athlètes comme Guillermo Vilas ou Chris Evert.

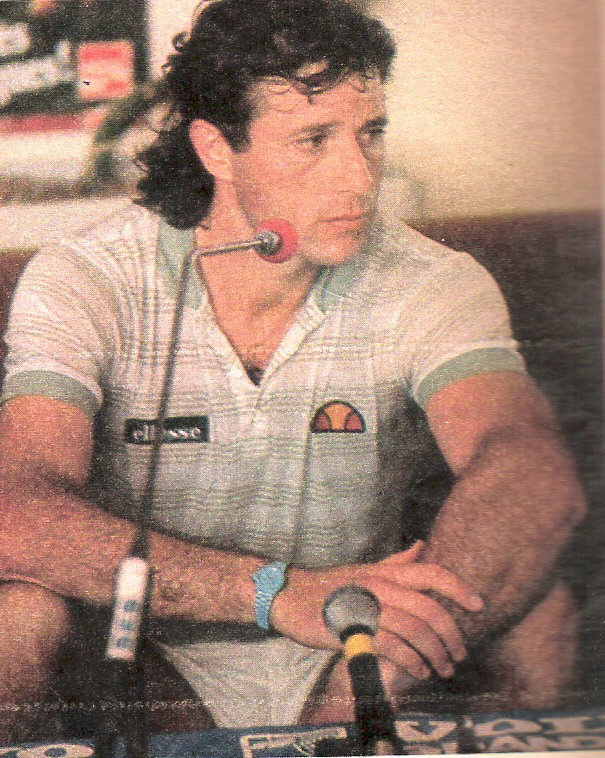
Guillermo Vilas portant un polo Ellesse.

## Héritage et influence
Son ambition originelle s'est transformée en un véritable phénomène de mode et a inspiré de nombreuses autres marques dans le domaine du vêtement de sport. Sa conception vestimentaire mêlant glamour, sport et élégance a contribué à donner un nouveau visage aux codes du textile de survêtement moderne[source insuffisante]. Il a notamment été le premier créateur faire figurer le nom de sa marque directement sur ses vêtements[Information douteuse]. Un des pionniers[réf. nécessaire] de la dynamique d'une marque de sport à s'étendre à de nouveaux sports et à se faire une place dans la culture populaire. En effet, le vêtement de sport s'émancipe de sa condition d'usage et devient un vêtement quotidien grâce à des codes privilégiant une esthétique plus prononcées. L'avènement de certaines marques de sportswear comme Lacoste ou Adidas s'inscrivent dans les sillons du chemin suivi par Ellesse.